# Yella Hertzka

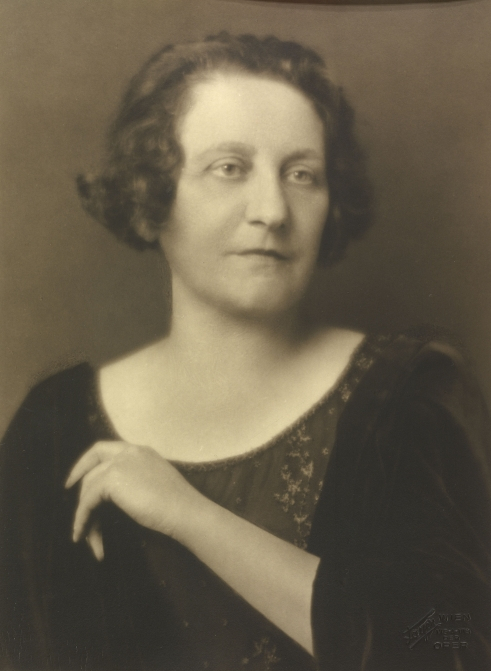
Yella Hertzka, Foto von Georg Fayer (1927)

Yella Hertzka, auch Jella Hertzka, geborene Yella Fuchs, (* 4. Februar 1873 in Wien, Österreich-Ungarn; † 13. November 1948 ebenda) war eine österreichische Frauenrechtlerin, Verlegerin, Gärtnerin und Gründerin der ersten Höheren Gartenbauschule für Mädchen in Österreich.

## Leben
Yella Fuchs war jüdischer Abstammung; ihre Eltern waren Ferdinand Fuchs und Agnes Fuchs, geborene Tedesco. Sie absolvierte eine gehobene gärtnerische Ausbildung an der Rheinischen Obst- und Gartenbauschule für Frauen in Godesberg.
Am 20. Mai 1897 heiratete Yella Fuchs in der Hauptsynagoge von Wien, dem Stadttempel, den österreichischen Verleger Emil Hertzka, der in den Jahren 1907 bis 1932 Direktor des Wiener Musikverlages Universal Edition war.

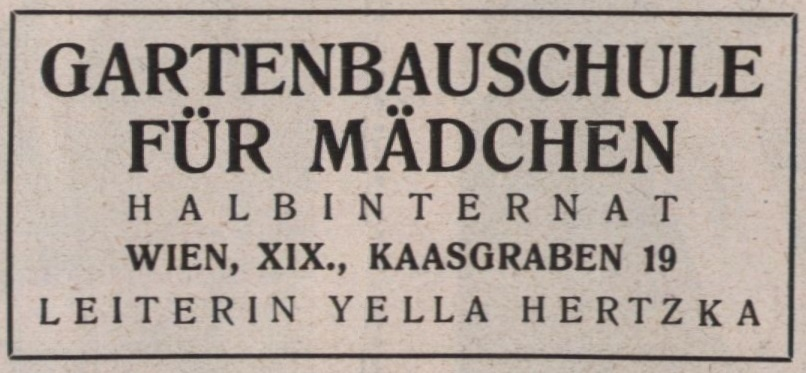
Inserat für die Gartenbauschule (1925)

Im Jahr 1912 gründete sie in Wien-Grinzing in der Kaasgrabengasse 15 die erste zweijährige Höhere Gartenbauschule für Mädchen, die im September 1913 eröffnet wurde. Der Lehrplan umfasste „Obstbau, Gemüsebau, Blumenzucht, Kultur von Glashauspflanzen, Landschaftsgärtnerei, Vorträge in Botanik, Pflanzenphysiologie etc.“. Angeschlossen war eine Haushaltungsschule mit Internat. Yella Hertzka leitete die Schule bis 1938. Sie unterrichtete selbst an dieser Schule die Fächer Betriebslehre, Blumentreiberei, Boden- und Gesetzeskunde. In den 1930er Jahren diente die Schule auch der Vorbereitung junger Zionistinnen auf ihre Arbeit in Palästina („Jugendalija“).
In dem Park, der ihrer Gartenbauschule angegliedert war, veranstaltete Yella Hertzka des Öfteren Gartenfeste, an denen Persönlichkeiten des Wiener Musiklebens und international bekannte Komponisten wie Darius Milhaud, Gustav Mahler, Arnold Schönberg, Béla Bartók, Zoltán Kodály und Ernst Krenek teilnahmen. Auf ihre Anregung hin entstand 1912/13 auch die von Josef Hoffmann geplante Künstlerkolonie im Döblinger „Kaasgraben“ in Wien XIX. Das Ehepaar Hertzka selbst übersiedelte 1913 von der Gymnasiumstraße 79 dorthin und wohnte am Kaasgraben 19, wo sich auch das zu ihrer Gartenbauschule gehörende Internat befand.

### Die Gartenbauschule
„Eine kluge, weit weitblickende Frau hat sie vor einem Jahrzehnt gegründet, als man wohl schon lange vor die letzten Häuser der Großstadt die Villen mit ihren Gärten rückte, jeden freien Platz mit öffentlichen Anlagen schmückte, aber doch am allerwenigsten daran dachte, Frauen und Mädchen einen neuen Beruf zu schaffen. Frau Yella Hertzka dachte da daran […] als erste Frau in Österreich, und heute schicken die besten Familien ihre Töchter in die blühende Welt der Blumen […]“

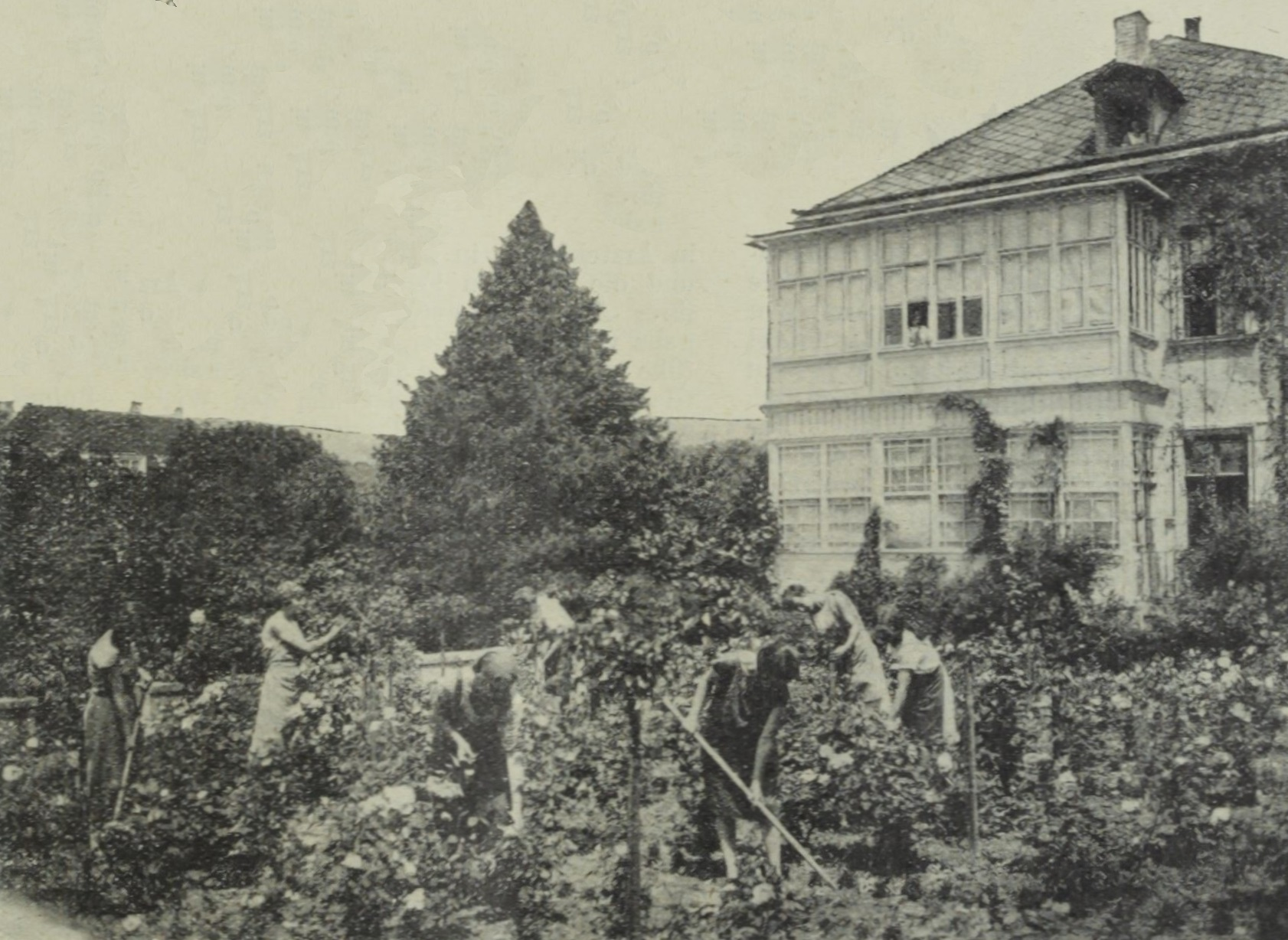
Der Rosengarten
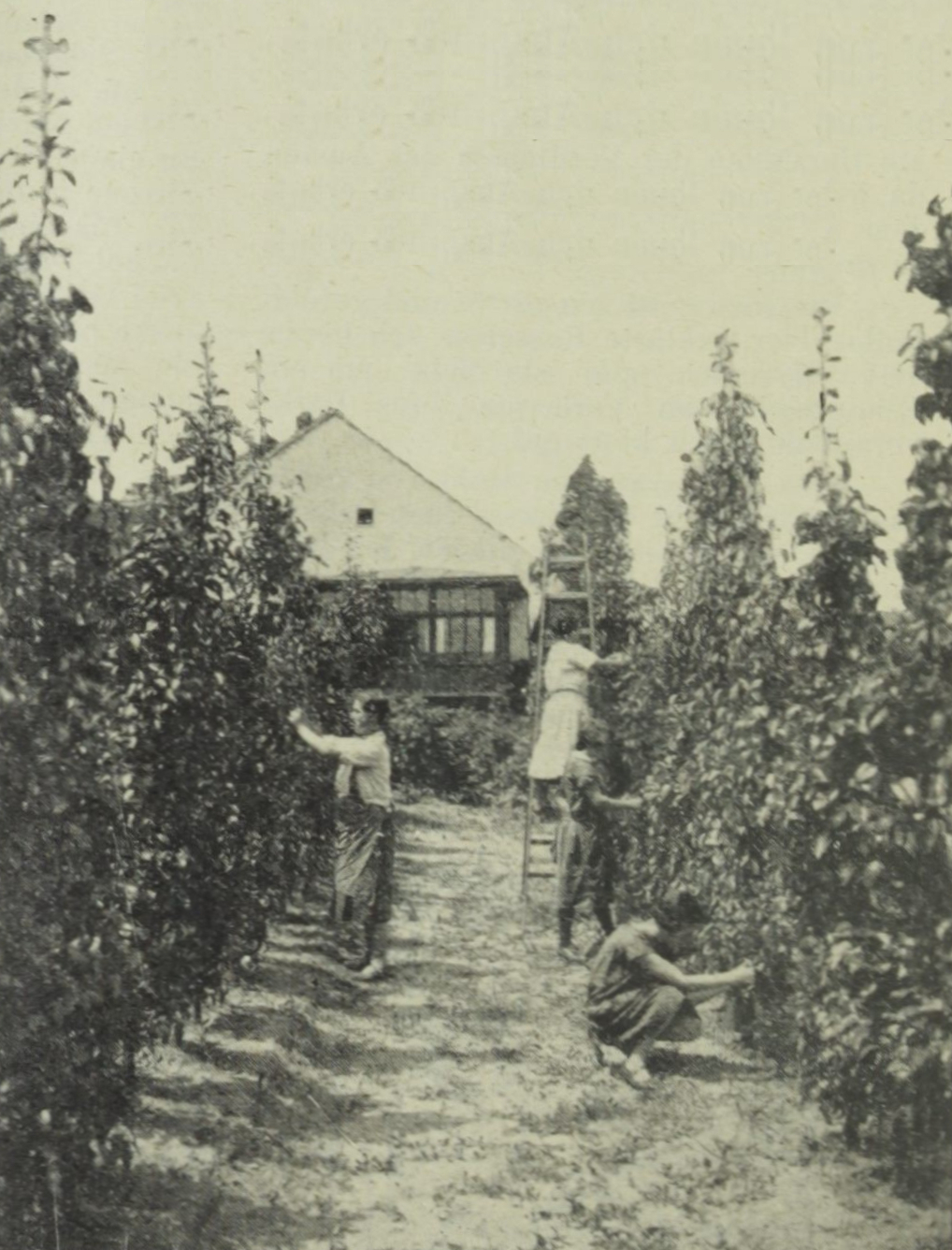
Ein Obstspalier
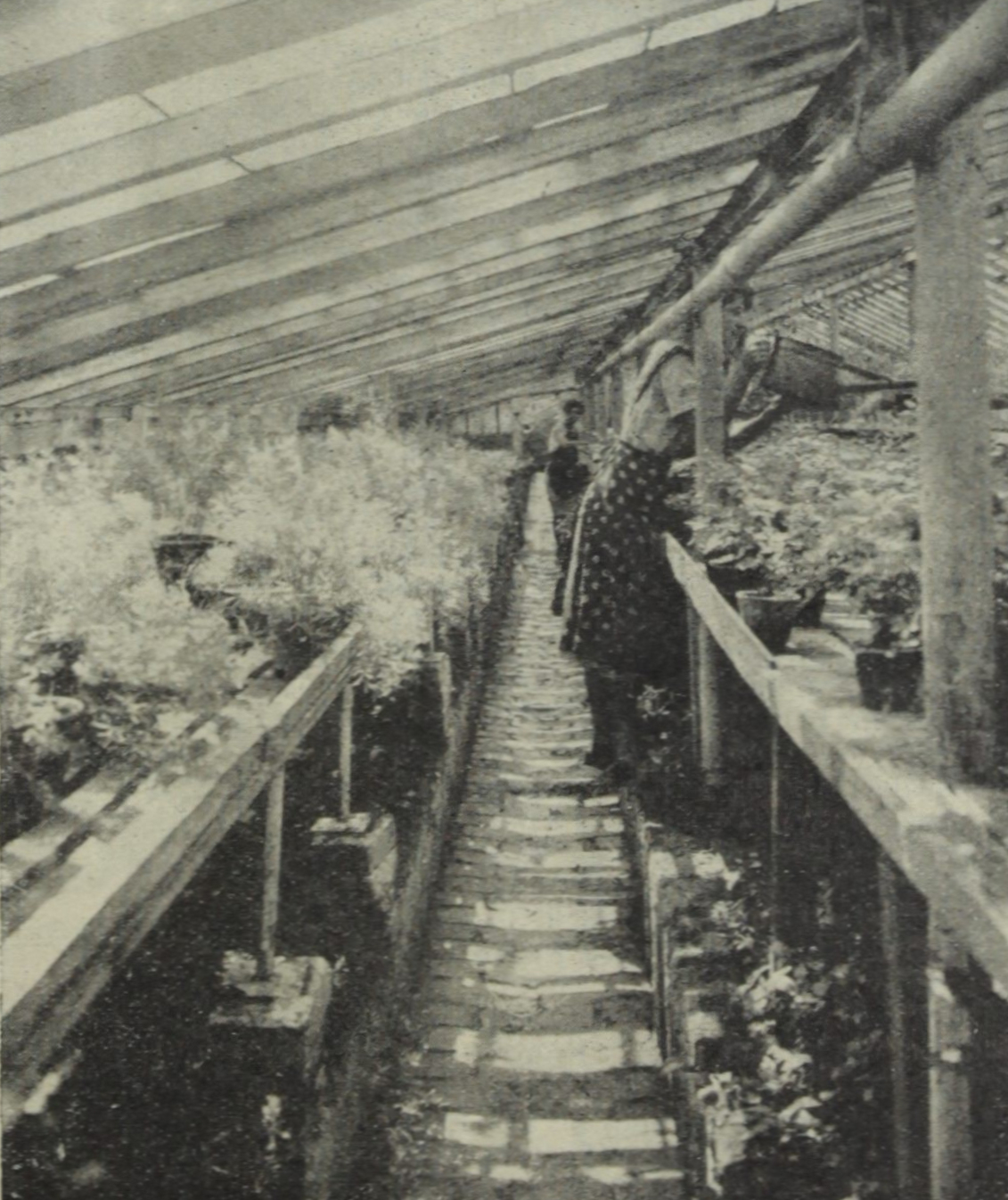
Ein Treibhaus
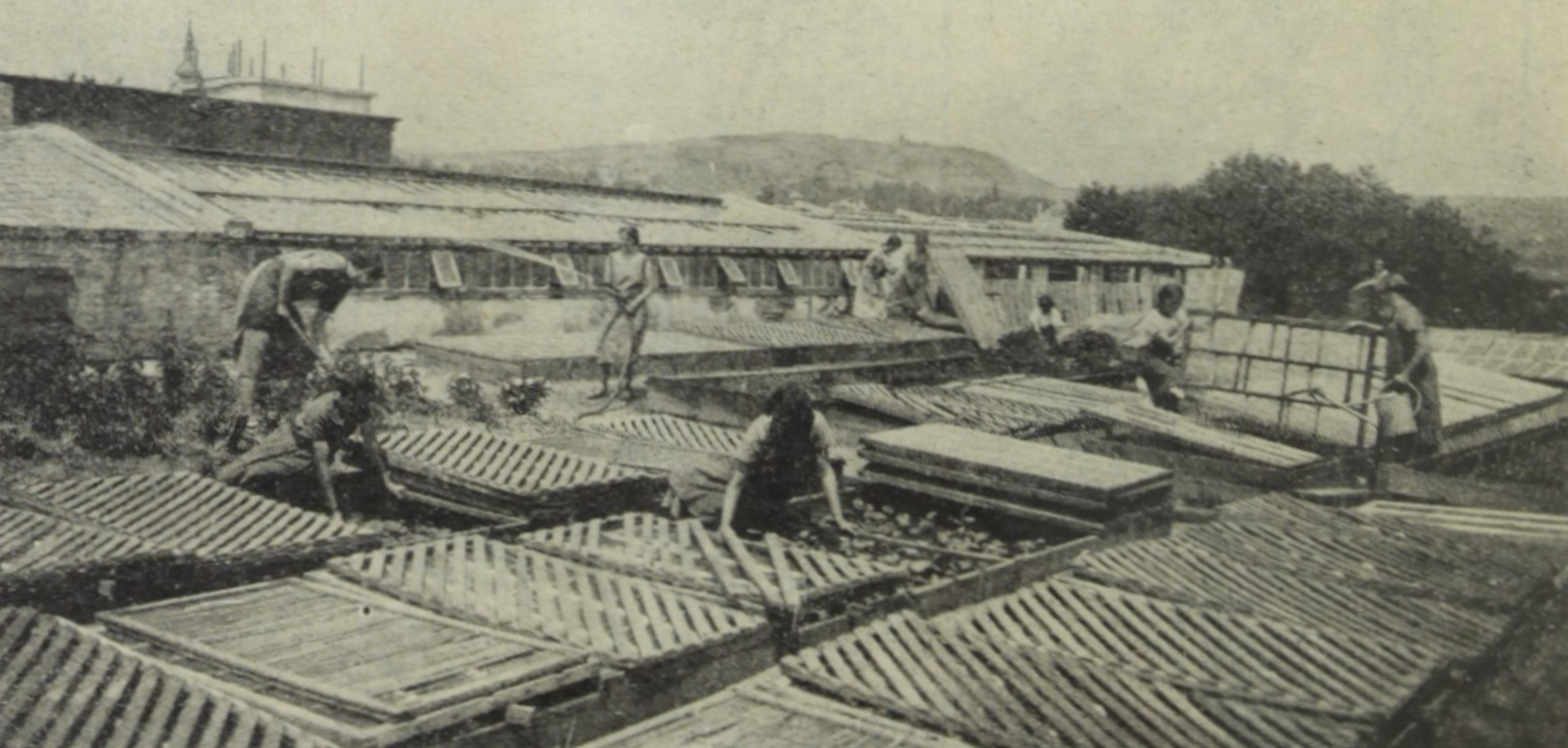
Aufzuchtsbeete
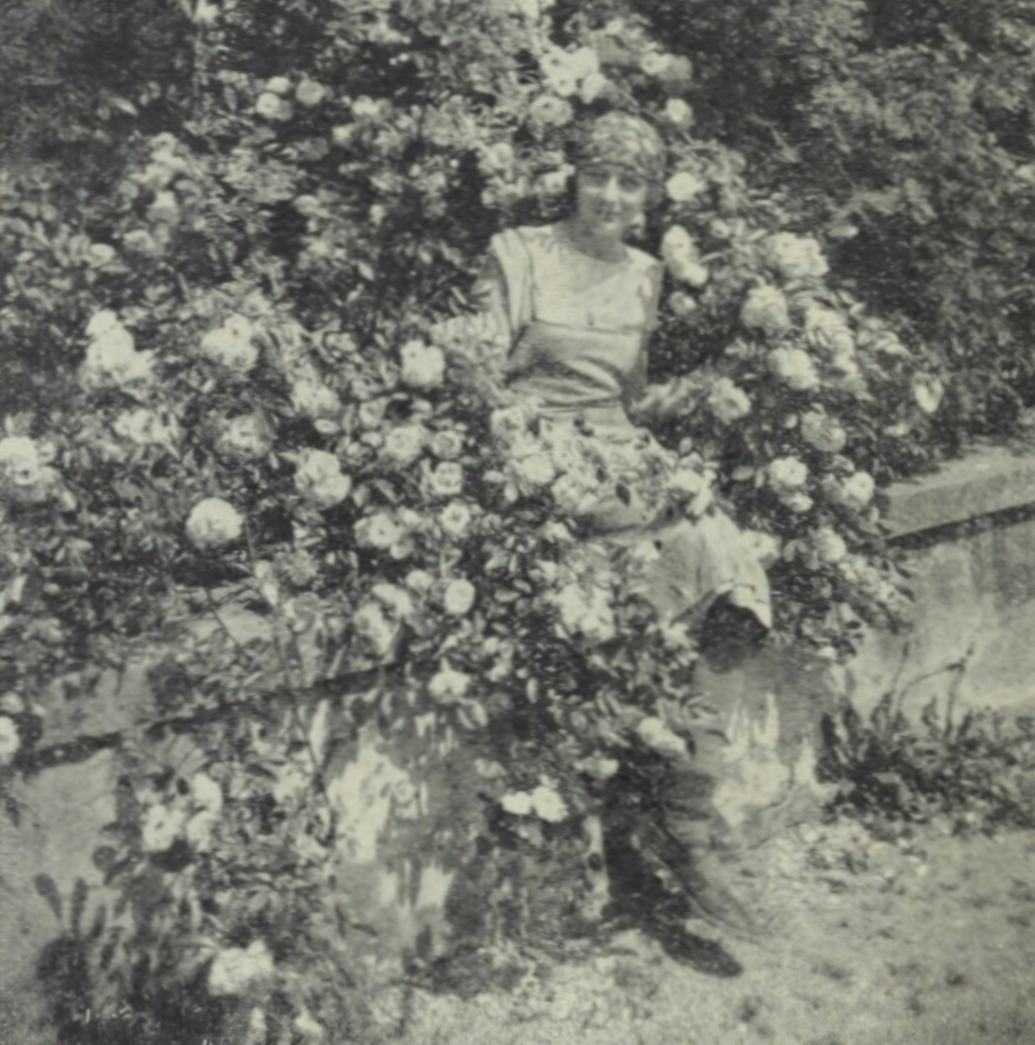
Ein Rosenstock

Yella Hertzka unterstützte im Jahr 1903 die Gründung eines privaten Lyzeums im Wiener Cottageviertel durch die Pädagogin Salome Goldman. Im Bund Österreichischer Frauenvereine (BÖFV) leitete Hertzka die Kommission für Gartenbau und Kleintierzucht und arbeitete in der Landwirtschaftlichen Kommission mit, bis der Bund 1938 aufgelöst wurde.
Im Jahr 1903 war sie Mitbegründerin des „Neuen Wiener Frauenklubs“ und von 1909 bis 1933 dessen Vizepräsidentin bzw. Präsidentin, später Ehrenpräsidentin.
Von 1921 bis zu deren Auflösung im Jahr 1933 war sie Präsidentin der österreichischen Sektion der 1915 gegründeten Internationalen Frauenliga für Frieden und Freiheit. Sie organisierte im Jahr 1921 den „3. Internationalen Kongress der Frauenliga“ in Wien und im Jahr 1929 die „Minoritäten-Konferenz“ der Liga, ebenfalls in Wien.
Nach dem Tod ihres Mannes im Jahr 1932 gehörte Yella Hertzka bis zum Anschluss Österreichs und der Arisierung des Unternehmens im Jahr 1938 als Hauptaktionärin dem Aufsichtsrat des Musikverlags an und war an der Geschäftsführung des Verlags beteiligt. Um die tschechoslowakische Staatsbürgerschaft zu erlangen, heiratete die Witwe Hertzka am 30. Dezember 1938 ihren aus Prag stammenden Cousin, den Buchhändler Edgar Taussig, der am 19. Mai 1943 im KZ Theresienstadt ermordet wurde. Mit Hilfe der neuen Staatsbürgerschaft konnte Yella Hertzka-Taussig Anfang 1939 vor den Nationalsozialisten fliehen und ging bis 1946 ins Exil nach London. Dort arbeitete sie als Gärtnerin und engagierte sich im britischen Zweig der Internationalen Frauenliga für Frieden und Freiheit. Nach ihrer Rückkehr wurde sie Anfang 1947 zur öffentlichen Verwalterin des Musikverlags Universal Edition berufen.
Yella Hertzka starb im November 1948 in Wien und fand ihre letzte Ruhestätte auf dem Döblinger Friedhof an der Seite ihres ersten Ehemannes Emil Hertzka (Israelitische Abteilung; Gruppe I4, Reihe 3, Nr. 1A).

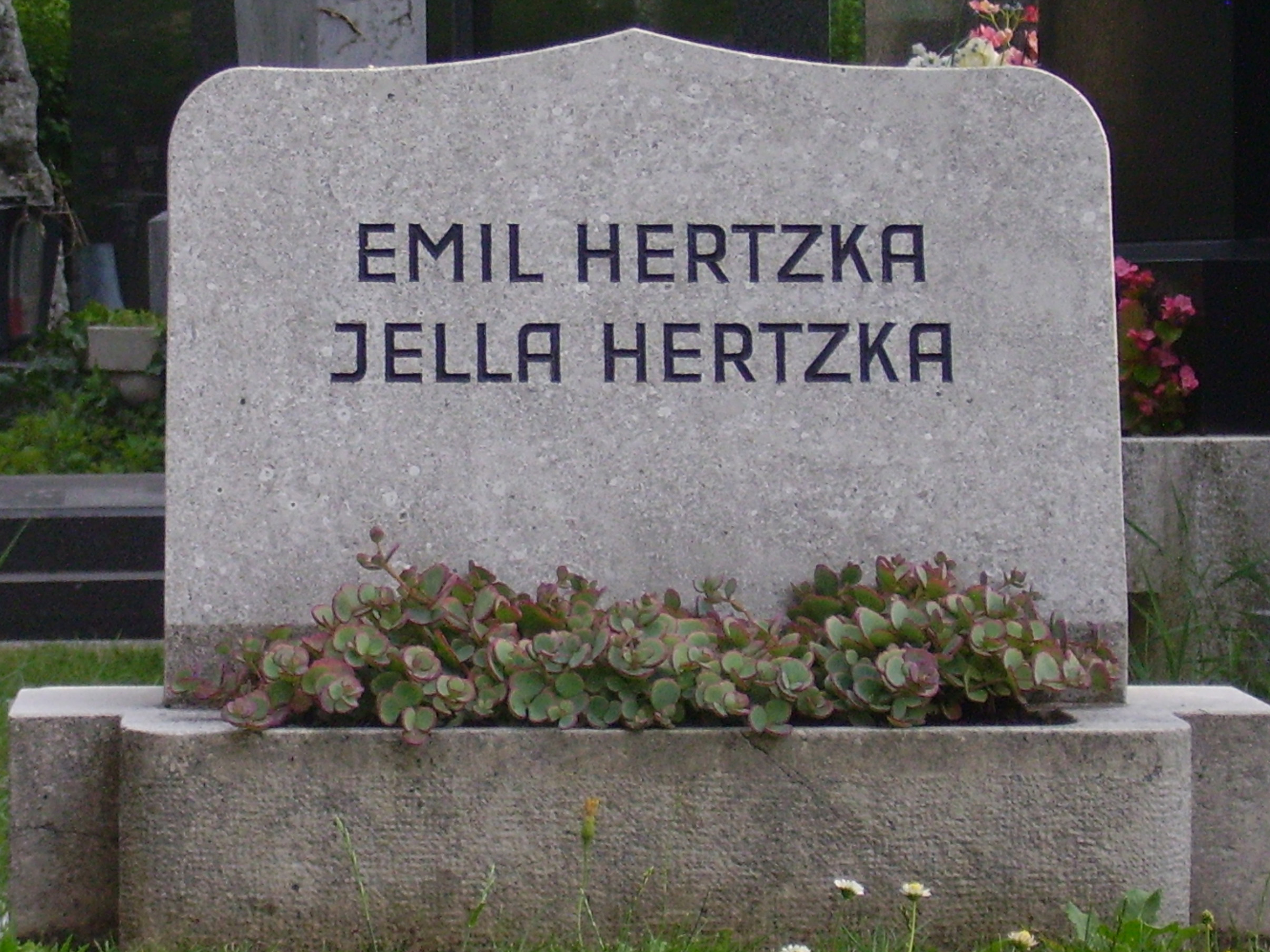
Grabstätte von Yella (Jella) Hertzka und Emil Hertzka in Wien

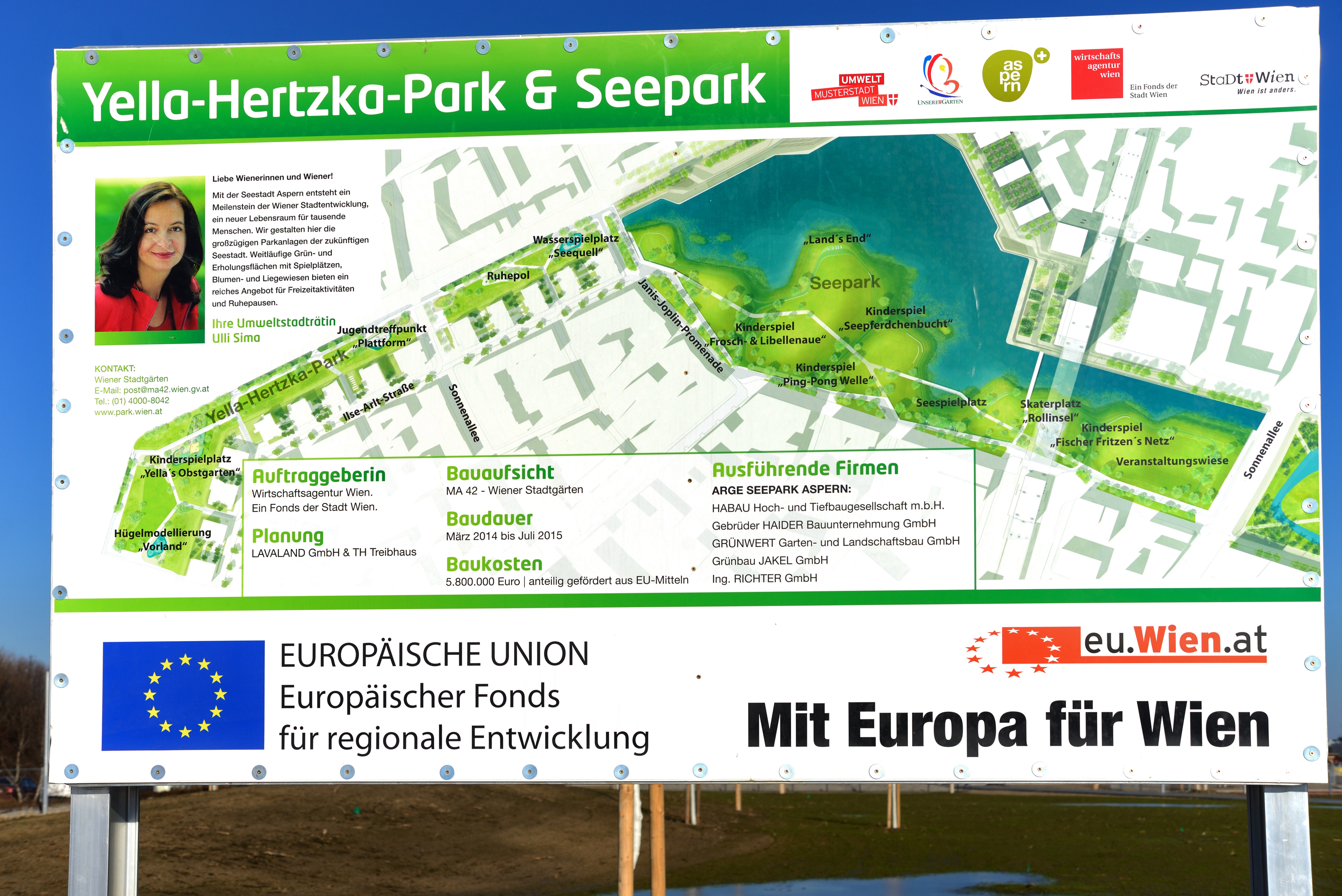
Yella-Hertzka-Park, Info-Tafel

Im Wiener Stadtviertel Seestadt Aspern wurde auf Beschluss vom 28. Februar 2012 des Wiener Gemeinderatsausschusses für Kultur und Wissenschaft ein 1,6 Hektar großer, ab 2014 neu angelegter Stadtpark nach Yella Hertzka benannt. Der Park wurde im Juli 2015 eröffnet.

## Ehrungen
- Ehrenpräsidentin des Neuen Wiener Frauenclubs
- 2015 Yella-Hertzka-Park in Wien

## Ausstellung
- Verfolgt. Verlobt. Verheiratet. Scheinehen ins Exil. Mai bis Oktober 2018, Jüdisches Museum Wien Standort Judenplatz, Kuratorinnen Sabine Bergler, Irene Messinger (darin: Hertzka); Prospekt
  - Katalog: gleicher Titel, Hgg. wie Kuratorinnen, Verlag wie Aussteller ISBN 3-901398-85-6.